# Paul Uhlich
Hermann Paul Uhlich (* 22. April 1859 in Chemnitz; † 25. Januar 1905 in Freiberg) war ein deutscher Professor für Geodäsie und Markscheidewesen.

## Leben
Paul Uhlich besuchte die Höhere Gewerbeschule in Chemnitz und studierte von 1878 bis 1882 am Polytechnikum Dresden. Mit dem Diplom als Ingenieur und dem geodätischen Examen für den höheren Staatsdienst schloss er sein Studium ab. Anschließend wurde er Assistent bei der Sächsischen Kommission der Internationalen Erdmessung. Ab 1885 arbeitete er als Assistent von Professor August Nagel am Dresdner Polytechnikum. Am 1. Oktober 1890 ging er an die Bergakademie Freiberg, wo er zunächst kommissarisch als Lehrer für Geodäsie und Markscheidekunde wirkte. Zum 1. April 1891 wurde seine Stelle in eine Professur umgewandelt. Im Jahr 1904 wurde er zum Oberbergrat ernannt.
Paul Uhlich starb 45-jährig an den Folgen eines Schlaganfalls in Freiberg. Sein Grab befindet sich auf dem Freiberger Donatsfriedhof.

## Veröffentlichungen (Auswahl)
- Beiträge zur Orientirungsübertragung durch einen seigeren Schacht. In: Zeitschrift für Vermessungswesen. Band 25, 896, S. 113–122.
- Die Berechnung des mittleren Fehlers von Richtungsbeobachtungen bei vollen Sätzen. In: Zeitschrift für Vermessungswesen. Band 25, 1896, S. 686–689.
- Kritische Betrachtungen über Lothungen in einem seigeren Schachte. In: Jahrbuch für das sächsische Berg- und Hüttenwesen. 1896, S. 112–129 (Digitalisat).
- Stations-Ausgleichung von nicht vollkommen symmetrischen Beobachtungssätzen nach der Bessel‘schen Methode. In: Zeitschrift für Vermessungswesen. Band 26, 1897, S. 465–480.
- Die Triangulirung in der Umgegend von Freiberg. In: Jahrbuch für das sächsische Berg- und Hüttenwesen. 1897, S. 22–44 (Digitalisat).
- Nivellements in der Umgegend von Freiberg. In: Jahrbuch für das sächsische Berg- und Hüttenwesen. 1897, S. 45–50 (Digitalisat).
- Beiträge zur Markscheidekunde. In: Jahrbuch für das sächsische Berg- und Hüttenwesen. 1898, S. 1–25 (Digitalisat).
- Beiträge zur Markscheidekunde. In: Jahrbuch für das sächsische Berg- und Hüttenwesen. 1899, S. 1–42 (Digitalisat).
- Lehrbuch der Markscheidekunde. 1901.
- Weitere Beiträge zur Aufsuchung magnetischer Erzlagerstätten. In: Jahrbuch für das sächsische Berg- und Hüttenwesen. 1902, S. 98–128 (Digitalisat).